# Anna Letycia Quadros
Anna Letycia Quadros (Teresópolis, RJ, 1929 - Rio de Janeiro, RJ, 2018) foi uma das mulheres brasileiras que se destacou no meio artístico, como gravadora, professora, cenógrafa e figurinista. Iniciou a carreira com gravura em metal entre as décadas de 1950 e 1960, com trabalhos de inspiração expressionista, economia de traços, leveza das formas sólidas e uso criterioso de cor. Lecionou no ateliê do Museu de Arte Moderna (RJ) inaugurou a Oficina de Gravura, no Museu do Ingá, Niteroi, e trabalhou com teatro, principalmente, com Maria Clara Machado. 

## Biografia
Inicia estudos de desenho e pintura com o pintor brasileiro Bustamante Sá (1907-1988), na Associação Brasileira de Desenho, no Rio de Janeiro, e, na década de 1950, frequentou cursos de gravura, dentre os quais com o pintor e escultor francês André Lhote (1885-1962) e  o pintor e gravurista brasileiro Darel Valença Lins (1924), na antiga Escola Nacional de Belas Artes (Enba), hoje UFRJ. Com Iberê Camargo (1914-1994) teve aulas no Instituto Municipal de Belas Artes, hoje Escola de Artes Visuais do Parque Lage. Estuda xilogravura com Oswaldo Goeldi (1895-1961), na Escolinha de Arte do Brasil, e pintura com Ivan Serpa (1923-1973). Ambos participam da criação do Grupo Frente. 
Ainda em 1959, a artista, ao frequentar o ateliê do Museu de Arte Moderna (MAM/RJ), é convidada pela coordenadora e gravadora Edith Behring, (1916-1996), a lecionar no ateliê desse museu, entre os anos 1960 e 1966. É neste período também que dá aulas de gravura em Santiago, no Chile, onde recebe pela Pontifícia Universidade Católica do Chile, o título de professor honoris causa, em 1961. Ainda em 1959, participou da Bienal de Paris e em 1962 na Bienal de Veneza.
Anna Letycia se especializa com gravura em metal, e seu trabalho tem afinidade com a obra de Goeldi, como o clima soturno e a ligação com o expressionismo. A imagem do caracol, p. ex. Caracol (1965), serviu de motivo para geometrizações e combinações formais e espiraladas, bem como oposições de positivo e negativo, claro e escuro, densidade e transparência. A partir de 1968, a forma da caixa passa a incluir dualidade interior e exterior, como novo elemento formal em suas obras, por exemplo, Caixa Voadora (1968) que  associa formas cúbicas e espiraladas à forma arquitetônica. Das formas vinculadas à natureza, a artista passa às obras abstratas, como parte de sua constante pesquisa técnica e formal.
Em 1977, a artista inaugura a Oficina de Gravura, no Museu do Ingá, em Niteroi, que coordena até 1998. Desenvolve atividades de cenógrafa e figurinista, principalmente, em parceria com a diretora Maria Clara Machado (1921-2001). Em 1998, é publicado o livro Anna Letycia, de Angela Ancora da Luz, pela Editora da Universidade de São Paulo. Em 2012, o Museu Nacional de Belas Artes fez uma retrospectiva do seu trabalho.

## Exposições

### Individuais
- 1955 - Rio de Janeiro RJ - Individual, Galeria Dezon
- 1958 - Rio de Janeiro RJ - Individual, Galeria GEA
- 1960 - La Paz (Bolívia) - Individual, Galería Municipal
- 1961 - Santiago (Chile) - Individual, Centro Brasileiro de Cultura
- 1962 - Belo Horizonte MG - Individual, Museu de Arte da Pampulha; 1962 - Rio de Janeiro RJ - Individual, Petite Galerie; 1962 - São Paulo SP - Individual, Petite Galerie
- 1965 - Rio de Janeiro RJ - Individual, Petite Galerie; 1965 - São Paulo SP - Individual, Petite Galerie
- 1966 - Milão (Itália) - Individual, Centro Cultural Ítalo-Brasileiro
- 1968 - Lima (Peru) - Individual, Galeria Candido Portinari; 1968 - Paris (França) - Individual, Galerie Debret; 1968 - São Paulo SP - Individual, Galeria Ars Mobile
- 1969 - São Paulo SP - Individual, Galeria Ars Mobile
- 1970 - Paris (França) - Individual, Galerie Jacob
- 1972 - Belo Horizonte MG - Individual, Galeria da Escola Guignard; 1972 - Rio de Janeiro RJ - Individual, Museu Histórico da Cidade do Rio de Janeiro
- 1975 - Brasília DF - Individual, Oscar Seraphico Galeria de Arte
- 1979 - Rio de Janeiro RJ - Individual, GB ARTe
- 1982 - São Paulo SP - Individual, Galeria Suzanna Sassoun
- 1983 - Brasília DF - Individual, Oscar Seraphico Galeria de Arte; 1983 - São Paulo SP - Individual, Galeria Suzanna Sassoun
- 1984 - Brasília DF - Individual, Oscar Seraphico Galeria de Arte; 1984 - Rio de Janeiro RJ - Individual, GB ARTe; 1984 - São Paulo SP - Individual, Galeria Suzanna Sassoun
- 1985 - Montevidéu (Uruguai) - Individual, Instituto de Cultura Uruguayo-Brasileño; 1985 - São Paulo SP - Individual, Galeria Suzanna Sassoun
- 1987 - Rio de Janeiro RJ - Individual, Galeria GB ARTe
- 1988 - Assunção (Paraguai) - Individual, Instituto Cultural Brasil-Paraguai
- 1989 - São Paulo SP - Individual, Galeria Suzanna Sassoun; 1989 - São Paulo SP - Individual, Centro de Estudos Brasileiros
- 1993 - Madri (Espanha) - Individual, Brita Prinz Galería
- 1995 - Rio de Janeiro RJ - Anna Letycia: gravuras, Escola de Artes Visuais do Parque Lage; 1995 - Rio de Janeiro RJ - Anna Letycia: gravuras, UERJ. Galeria Candido Portinari
- 1996 - Rio de Janeiro RJ - Anna Letycia: gravuras 1955-1996, Paço Imperial
- 1997 - Passo Fundo RS - Anna Letycia: gravuras, Museu de Artes Visuais Ruth Schneider
- 1999 - Rio de Janeiro RJ - Anna Letycia, Espaço Cultural dos Correios
- 2008 - São Paulo SP - Gravuras de Anna Letycia, Instituto Tomie Ohtake
- 2009 - Rio de Janeiro RJ - Individual, Marcia Barrozo do Amaral Galeria de Arte; 2009 - Brasília DF - Gravuras de Anna Letycia, Caixa Cultural

### Coletivas
- 1954 - Rio de Janeiro RJ - Salão Preto e Branco, no Palácio da Cultura; 1954 - Salvador BA - 4º Salão Baiano de Belas Artes, no Hotel Bahia - menção honrosa
- 1955 - Rio de Janeiro RJ - 4º Salão Nacional de Arte Moderna; 1955 - Rio de Janeiro RJ - Salão Carioca
- 1956 - Rio de Janeiro RJ - 5º Salão Nacional de Arte Moderna
- 1957 - São Paulo SP - 4ª Bienal Internacional de São Paulo, no Pavilhão Ciccilo Matarazzo Sobrinho; 1957 - Rio de Janeiro RJ - 6º Salão Nacional de Arte Moderna - isenção de júri
- 1958 - Cidade do México (México) - 1ª Bienal Interamericana de Pintura y Grabado, no Instituto Nacional de Bellas Artes; 1958 - Curitiba PR - 15º Salão Paranaense de Belas Artes, na Biblioteca Pública do Paraná - prêmio aquisição; 1958 - Rio de Janeiro RJ - 7º Salão Nacional de Arte Moderna, no MAM/RJ - prêmio viagem ao país; 1958 - Rio de Janeiro RJ - Salão de Arte A Mãe e a Criança; 1958 - Rio de Janeiro RJ - Salão do Mar; 1958 - São Paulo SP - Prêmio Leirner de Arte Contemporânea, na Galeria de Artes da Folha
- 1959 - Leverkusen (Alemanha) - Primeira Exposição Coletiva de Artistas Brasileiros na Europa; 1959 - Munique (Alemanha) - Primeira Exposição Coletiva de Artistas Brasileiros na Europa, na Kunsthaus; 1959 - Paris (França) - 1ª Bienal de Paris; 1959 - Rio de Janeiro RJ - 8º Salão Nacional de Arte Moderna, no MAM/RJ; 1959 - São Paulo SP - 5ª Bienal Internacional de São Paulo, no Pavilhão Ciccilo Matarazzo Sobrinho; 1959 - São Paulo SP - Prêmio Leirner de Arte Contemporânea, na Galeria de Arte das Folhas; 1959 - Viena (Áustria) - Primeira Exposição Coletiva de Artistas Brasileiros na Europa
- 1960 - Cidade do México (México) - 2ª Bienal Interamericana do México, no Palácio de Belas Artes; 1960 - Hamburgo (Alemanha) - Primeira Exposição Coletiva de Artistas Brasileiros na Europa; 1960 - Lisboa (Portugal) - Primeira Exposição Coletiva de Artistas Brasileiros na Europa; 1960 - Madri (Espanha) - Primeira Exposição Coletiva de Artistas Brasileiros na Europa; 1960 - Paris (França) - Primeira Exposição Coletiva de Artistas Brasileiros na Europa; 1960 - Rio de Janeiro RJ - 9º Salão Nacional de Arte Moderna, no MAM/RJ; 1960 - Utrecht (Holanda) - Primeira Exposição Coletiva de Artistas Brasileiros na Europa
- 1961 - Belo Horizonte MG - 16º Salão de Belas Artes da Cidade de Belo Horizonte, no MAP - 1º prêmio; 1961 - Bruxelas (Bélgica) - Graveurs Brésiliens; 1961 - Curitiba PR - 2º Salão Anual de Curitiba, no Museu de Arte do Paraná; 1961 - Rio de Janeiro RJ - 1ª O Rosto e a Obra, na Galeria Ibeu Copacabana; 1961 - Rio de Janeiro RJ -10º Salão Nacional de Arte Moderna; 1961 - São Paulo SP - 6ª Bienal Internacional de São Paulo, no Pavilhão Ciccilo Matarazzo Sobrinho
- 1962 - Curitiba PR - Salão do Paraná, na Biblioteca Pública do Paraná - medalha de ouro; 1962 - Havana (Cuba) - 1º Salão Panamericano de Cuba, na Casa de las Américas - 1º prêmio gravura; 1962 - Rio de Janeiro RJ - 11º Salão Nacional de Arte Moderna, no MAM/RJ - prêmio viagem ao estrangeiro; 1962 - Rio de Janeiro RJ - Milton Dacosta e Anna Letycia, na Petite Galerie; 1962 - Veneza (Itália) - 31ª Bienal de Veneza; 1962 - Kassel (Alemanha) - Gravadores Brasileiros; 1962 - Washington (Estados Unidos) - Gravadores Brasileiros; 1962 - Seul (Coréia do Sul) - Gravadores Brasileiros; 1962 - Lisboa (Portugal) - Gravadores Brasileiros; 1962 - Sydney (Austrália) - Gravadores Brasileiros; 1962 - Melbourne (Austrália) - Gravadores Brasileiros
- 1963 - Londres (Inglaterra) - Brazilian Art Today, na Royal College of Art; 1963 - Paris (França) - 3ª Bienal de Paris - prêmio André Malraux
- 1965 - Bonn (Alemanha) - Arte Brasileira Atual; 1965 - Londres (Reino Unido) - Brazilian Art Today, na Royal Academy of Arts; 1965 - Paris (França) - 4ª Bienal de Paris, no Musée d'Art Moderne de la Ville de Paris; 1965 - Santiago (Chile) - 2ª Bienal Americana de Gravura, no Museo de Arte Contemporáneo; 1965 - Viena (Áustria) - Arte Brasileira Atual; 1965 - São Paulo SP - 8ª Bienal Internacional de São Paulo, na Fundação Bienal
- 1966 - Belo Horizonte MG - 21º Salão de Belas Artes da Cidade de Belo Horizonte, no Museu de Arte da Pampulha - grande medalha de gravura; 1966 - Buenos Aires (Argentina) - Artistas Brasileiros Contemporâneos, no Museo de Arte Moderno; 1966 - Ribeirão Preto SP - 40 Gravuras Nacionais e Estrangeiras do Acervo do MAC, na Escola de Artes Plásticas de Ribeirão Preto; 1966 - Rio de Janeiro RJ - 4ª Resumo de Arte JB, no Museu de Arte Moderna; 1966 - Rio de Janeiro RJ - O Artista e a Máquina, no MAM/RJ; 1966 - São Paulo SP - 2ª Exposição da Jovem Gravura Nacional, no MAC/USP; 1966 - São Paulo SP - 40 Gravuras Nacionais e Estrangeiras do Acervo do MAC, no MAC/USP; 1966 - São Paulo SP - O Artista e a Máquina, no Masp; 1966 - Tóquio (Japão) - A Week of Brazilian Contemporary Art, na Kaigado Gallery
- 1967 - Brasília DF - 4º Salão de Arte Moderna do Distrito Federal, no Teatro Nacional Cláudio Santoro; 1967 - Rio de Janeiro RJ - 16º Salão Nacional de Arte Moderna; 1967 - São Paulo SP - 9ª Bienal Internacional de São Paulo, na Fundação Bienal
- 1968 - Piracicaba SP - 40 Gravuras Nacionais e Estrangeiras do Acervo do MAC, no USP/Esalq; 1968 - Rio de Janeiro RJ - 1ª Feira de Arte do Rio de Janeiro, no MAM/RJ; 1968 - Tóquio (Japão) - International Biennial Exhibition of Prints; 1968 - Veneza (Itália) - 34ª Bienal de Veneza; 1968 - Veneza (Itália) - Dois Brasileiros em Veneza, no Instituto Italiano de Cultura. Piccolla Galeria
- 1969 - Liubliana (Eslovênia) - 8ª Bienal Internacional de Gravura, na Moderna Galerija Ljubljana; 1969 - Rio de Janeiro RJ - 7º Resumo de Arte JB, no MAM/RJ; 1969 - São Paulo SP - 1ª Panorama de Arte Atual Brasileira, no MAM/SP
- 1970 - Florença (Itália) - 1ª Bienal de Gravura; 1970 - Florença (Itália) - 2ª Biennalle Internazionale della Gráfica d'Arte; 1970 - San Juan (Puerto Rico) - 1ª Bienal de San Juan del Grabado Latinoamericano y del Caribe, no Instituto de Cultura Puertorriqueña; 1970 - Milão (Itália) - Arte Braziliana Contemporânea, no Consulado do Brasil; 1970 - Olinda PE - 40 Gravuras Nacionais e Estrangeiras do Acervo do MAC, no MAC; 1970 - Penápolis SP - 40 Gravuras Nacionais e Estrangeiras do Acervo do MAC; 1970 - Recife PE - 40 Gravuras: nacionais e estrangeiras, no MAC/PE; 1970 - San Juan (Porto Rico) - 1ª Bienal de San Juan del Grabado Latinoamericano y del Caribe, no Instituto de Cultura Puertorriqueña - artista convidada; 1970 - São Paulo SP - 40 Gravuras: nacionais e estrangeiras, no MAC/USP; 1970 - São Paulo SP - A Gravura Brasileira, no Paço das Artes; 1970 - Tóquio (Japão) - Bienal de Tóquio
- 1971 - Curitiba PR - 28º Salão Paranaense, na Biblioteca Pública do Paraná; 1971 - Lausanne (Suíça) - Quinze Gravadores Brasileiros Contemporâneos, no Musée des Arts Découratifs; 1971 - São Paulo SP - 3º Panorama de Arte Atual Brasileira, no MAM/SP
- 1972 - São Paulo SP - 2ª Exposição Internacional de Gravura, no MAM/SP; 1972 - São Paulo SP - Arte/Brasil/Hoje: 50 anos depois, na Galeria Collectio; 1972 - Tóquio (Japão) - 8ª International Biennial Exhibition of Prints
- 1973 - Madri (Espanha) - Grabadores del Nuevo Mundo, na Galeria Aele
- 1974 - Paris (França) - Feira Internacional de Arte Contemporânea; 1974 - São Paulo SP - 6º Panorama de Arte Atual Brasileira, no MAM/SP
- 1975 - Lisboa (Portugal) - Arte Gráfica Brasileira; 1975 - Paris (França) - Arte Gráfica Brasileira, no Musée Galliera; 1975 - Viena (Áustria) - Arte Gráfica Brasileira
- 1976 - Bagé RS - 2º Encontro de Artistas Plásticos, no Museu Dom Diogo de Souza
- 1977 - Madri (Espanha) - Arte Actual de Iberoamerica, no Instituto de Cultura Hispânica; 1977 - São Paulo SP - 9º Panorama de Arte Atual Brasileira, no MAM/SP; 1977 - Valparaíso (Chile) - 3ª Bienal de Valparaíso; 1977 - Washington D. C. (Estados Unidos) - The Original and its Reproduction: a Melhoramentos project, no Brazilian-American Cultural Institute
- 1978 - Curitiba PR - 1ª Mostra Anual de Gravura Cidade de Curitiba, no Centro de Criatividade de Curitiba
- 1979 - Buenos Aires (Argentina) - 1ª Trienal Latinoamericana del Grabado, nas Salas Nacionales de Exposición; 1979 - Rio de Janeiro RJ - 2º Salão Nacional de Artes Plásticas, no MAM/RJ;
- 1980 - Cidade do México (México) - Grabadores Brasileños Contemporâneos, no Museo de Arte Carrillo Gil; 1980 - Rio de Janeiro RJ - 3º Salão Nacional de Artes Plásticas, no MAM/RJ; 1980 - Rio de Janeiro RJ - Homenagem a Mário Pedrosa, na Galeria Jean Boghici
- 1981 - Belo Horizonte MG - Destaques Hilton de Gravura, no Palácio das Artes; 1981 - Brasília DF - Destaques Hilton de Gravura, na  ECT Galeria de Arte; 1981 - Curitiba PR - Destaques Hilton de Gravura, na Casa da Gravura Solar do Barão; 1981 - Florianópolis SC - Destaques Hilton de Gravura, no Masc; 1981 - Porto Alegre RS - Destaques Hilton de Gravura, no Margs; 1981 - Recife PE - Destaques Hilton de Gravura, no MAM/PE; 1981 - Rio de Janeiro RJ - Destaques Hilton de Gravura, no MAM/RJ; 1981 - Salvador BA - Destaques Hilton de Gravura, no Teatro Castro Alves; 1981 - São Paulo SP - Destaques Hilton de Gravura, no MAM/SP
- 1982 - Penápolis SP - 5º Salão de Artes Plásticas da Noroeste, na Fundação Educacional de Penápolis. Faculdade de Filosofia, Ciências e Letras de Penápolis; 1982 - Rio de Janeiro RJ - Contemporaneidade: homenagem a Mário Pedrosa, no MAM/RJ
- 1983 - Montevidéu (Uruguai) - 1ª Bienal de Grabado Iberoamericano, no Museo de Arte Contemporânea; 1983 - Rio de Janeiro RJ - 6º Salão Nacional de Artes Plásticas, no MAM/RJ
- 1984 - Porto Alegre RS - Gravuras: uma trajetória no tempo, no Cambona Centro de Arte; 1984 - Ribeirão Preto SP - Gravadores Brasileiros Anos 50/60, na Galeria Campus; 1984 - Rio de Janeiro RJ - Doações Recentes 82-84, no MNBA; 1984 - São Paulo SP - Artistas pelas Diretas, no MIS/SP
- 1985 - Porto Alegre RS - Iberê Camargo: trajetória e encontros, no Museu de Arte do Rio Grande do Sul Ado Malagoli; 1985 - Rio de Janeiro RJ - 8º Salão Nacional de Artes Plásticas, no MAM/RJ; 1985 - Rio de Janeiro RJ - Arte Construção: 21 artistas contemporâneos, na Galeria do Centro Empresarial Rio; 1985 - Rio de Janeiro RJ - Encontros, na Petite Galerie; 1985 - São Paulo SP - Destaques Arte Contemporânea, no MAM/SP
- 1986 - Brasília DF - Iberê Camargo: trajetória e encontros, no Teatro Nacional Cláudio Santoro; 1986 - Curitiba PR - 7ª Acervo do Museu Nacional da Gravura - Casa da Gravura, no Museu Guido Viaro; 1986 - Rio de Janeiro RJ - Iberê Camargo: trajetória e encontros, no MAM/RJ; 1986 - São Paulo SP - Iberê Camargo: trajetória e encontros, no Masp
- 1987 - Rio de Janeiro RJ - Dez Anos de Trabalho da Oficina do Ingá, no Espaço Petrobras; 1987 - São Paulo SP - As Bienais no Acervo do MAC: 1951 a 1985, no MAC/USP
- 1988 - Rio de Janeiro RJ - 2ª Abstração Geométrica, na Fundação Nacional de Arte. Centro de Artes; 1988 - Salvador BA - Os Ilustradores de Jorge Amado, na Fundação Casa de Jorge Amado; 1988 - São Paulo SP - MAC 25 anos: destaques da coleção inicial, no MAC/USP
- 1989 - Rio de Janeiro RJ - Gravura Brasileira: 4 temas, na EAV/Parque Lage
- 1990 - Curitiba PR - 9ª Mostra da Gravura Cidade de Curitiba, no Museu da Gravura; 1990 - Goiânia GO - 20 Anos do Museu de Arte de Goiânia, no Museu de Arte; 1990 - São Paulo SP - Espiral, na Miriam Mamber Galeria de Arte
- 1991 - São Paulo SP - O Que Faz Você Agora Geração 60?: jovem arte contemporânea dos anos 60 revisitada, no MAC/USP- artista convidada
- 1992 - Curitiba PR - 10ª Mostra da Gravura Cidade de Curitiba/Mostra América, no Museu da Gravura; 1992 - Rio de Janeiro RJ - Gravura de Arte no Brasil: proposta para um mapeamento, no CCBB
- 1994 - São Paulo SP - Bienal Brasil Século XX, na Fundação Bienal; 1994 - São Paulo SP - Poética da Resistência: aspectos da gravura brasileira, na Galeria de Arte do Sesi
- 1996 - Niterói RJ - 48 Contemporâneos, na Galeria de Artes UFF
- 1997 - Barra Mansa RJ - Traços Contemporâneos: homenagem a gravura brasileira, no Centro Universitário de Barra Mansa; 1997 - Rio de Janeiro RJ - Poemas Visitados, no Espaço Cultural dos Correios
- 1998 - Jacareí SP - Mulheres Gravadoras: uma homenagem à Edith Behring, na Vila Cultura - Pátio dos Trilhos; 1998 - São Paulo SP - O Colecionador, no MAM/SP; 1998 - São Paulo SP - Os Colecionadores - Guita e José Mindlin: matrizes e gravuras, na Galeria de Arte do Sesi
- 1999 - Florianópolis SC - Encontros à Beira do Cais, no Museu Victor Meirelles; 1999 - Niterói RJ - Mostra Rio Gravura. Acervo Banerj, no Museu do Ingá; 1999 - Rio de Janeiro RJ - 16 Artistas Expõem Gravuras, na Fundação Oswaldo Cruz - Fiocruz; 1999 - Rio de Janeiro RJ - Mostra Rio Gravura. Gravura Moderna Brasileira: acervo Museu Nacional de Belas Artes, no MNBA
- 2000 - São Paulo SP - Investigações. A Gravura Brasileira, no Itaú Cultural
- 2001 - Brasília DF - Investigações. A Gravura Brasileira, no Itaú Cultural; 2001 - Macau (China) - Bienal de Gravura; 2001 - Penápolis SP - Investigações. A Gravura Brasileira, no Itaú Cultural; 2001 - Rio de Janeiro RJ - Anna Letycia, Alex Gama, Marília Rodrigues, Uiara Bartira, no Espaço Cultural dos Correios; 2001 - São Paulo SP - Bienal 50 Anos: uma homenagem a Ciccillo Matarazzo, na Fundação Bienal
- 2002 - Niterói RJ - Niterói Arte Hoje, no MAC-Niterói; 2002 - Passo Fundo RS - Gravuras: Coleção Paulo Dalacorte, no Museu de Artes Visuais Ruth Schneider; 2002 - Porto Alegre RS - Gravuras: Coleção Paulo Dalacorte, no Museu do Trabalho; 2002 - Rio de Janeiro RJ - Caminhos do Contemporâneo 1952-2002, no Paço Imperial; 2002 - Rio de Janeiro RJ - Niterói Arte Hoje, no Centro Cultural Candido Mendes
- 2003 - Rio de Janeiro RJ - Tesouros da Caixa: arte moderna brasileira no acervo da Caixa, no Conjunto Cultural da Caixa; 2003 - São Paulo SP - Entre Aberto, na Gravura Brasileira; 2003 - São Paulo SP - MAC USP 40 Anos: interfaces contemporâneas, no MAC/USP
- 2004 - São Paulo SP - Novas Aquisições: 1995 - 2003, no MAB/FAAP; 2004 - São Paulo SP - Arte Contemporânea no Ateliê de Iberê Camargo, no Centro Universitário Maria Antonia[4]